# فريدي شميدتكي
فريدي شميدتكي (بالألمانية: Fredy Schmidtke)‏ (1 يوليو 1961 - 1 ديسمبر 2017) هو دراج ألماني سابق. سبق أن شارك في دورة الألعاب الأولمبية الصيفية وفاز بميدالية أولمبية.

## الميداليات
| الميدالية | المسابقة                       |
| --------- | ------------------------------ |
| ذهبية     | الألعاب الأولمبية الصيفية 1984 |

## روابط خارجية
- فريدي شميدتكي على موقع أرشيف الدراجات (الإنجليزية)
- فريدي شميدتكي على موقع CycleBase (الإنجليزية)
- فريدي شميدتكي على موقع اللجنة الأولمبية الدولية (الإنجليزية)
- فريدي شميدتكي على موقع أوليمبيديا (الإنجليزية)
- Profile